# Пойковски
Пойковски (на руски: Пойковский) е селище от градски тип в Ханти-Мансийски автономен окръг, Тюменска област, Русия.
Разположен е на 55 км от град Нефтеюганск, център на Нефтеюгански район. Има население от 26 364 жители към 1 януари 2018 г.
Името на града произхожда от близко разположената река Пойк. Основан е през 1964 г. и получава статус на селище от градски тип през 1968 г. Основен поминък на жителите му е добивът на нефт и природен газ.
От 2000 г. в селището ежегодно се провежда международен шахматен турнир на името на 12-ия световен шампион Анатолий Карпов.